# Helmuth Rilling
Helmuth Rilling, född den 29 maj 1933, är en tysk dirigent. Han är ledamot av Kungliga Musikaliska Akademien.